# Klarinettenkonzert Nr. 1 (Spohr)
Das Konzert für Klarinette und Orchester Nr. 1, op. 26, von Louis Spohr, wurde 1808 in Gotha im Auftrag von Herzog 
Günther Friedrich Carl I. von Sonderhausen komponiert und 1809 von dem Klarinettisten Johann Simon Hermstedt uraufgeführt.

## Kontext
Nachdem er begonnen hatte, als Mitglied des Braunschweiger Theaterorchesters zu konzertieren, gewann Spohr das Mäzenatentum des Herzogs Carl Wilhelm Ferdinand von Braunschweig. Im April 1802 engagiert der Herzog den Geiger Franz Eck, einen der direkten Vertreter der Mannheimer Schule, und organisiert eine Reise nach St. Petersburg, an der der achtzehnjährige Spohr als Ecks Schüler teilnimmt. Aufgrund des Erfolges dieser Konzerte und der verschiedenen Rezensionen, die der Musikkritiker Friedrich Rochlitz in der weit verbreiteten "Leipziger Allgemeinen Musikalischen Zeitung" veröffentlichte, wurde Spohr zu einem Probespiel für die Stelle des Konzertmeisters in Gotha eingeladen und erhielt die Stelle im August 1805. Spohr lebte bis 1812 in Gotha, wo er seine Fähigkeiten als Dirigent weiterentwickelte und seine Erfahrungen als Komponist in einer Stadt mit relativ fortschrittlicher Politik und einer modernen, liberalen kulturellen Atmosphäre erweiterte. Spohr trat der liberalen Freimaurergesellschaft bei und wurde Mitglied der Loge Ernst zum Compaß.

## Über das Konzert
Das Klarinettenkonzert Nr. 1 op. 26 wurde 1808 komponiert, in den Jahren seines Aufenthalts in Gotha. Es ist das erste einer Reihe von vier Konzerten, die Herzog Günther Friedrich Carl I. von Sondershausen für den virtuosen Klarinettisten Johann Simon Hermstedt in Auftrag gab, der vom Herzog in seinem Kammerorchester angestellt war. Nachdem er das Konzert geschrieben hatte, besuchte Spohr Sondershausen, wohin er von Hermstedt eingeladen worden war, um die Kapelle des Klarinettisten zu hören. Beeindruckt lud Spohr Hermstedt ein, an einem Konzert teilzunehmen, das er am nächsten Tag organisierte. Zusammen mit Spohr als erster Geige führte Hermstedt Mozarts Klarinettenquintett vor einem begeisterten Publikum auf. Der Erfolg dieses Konzerts trug dazu bei, eine tiefe Freundschaft zu festigen, die sich schließlich zu einem dauerhaften Engagement zwischen den beiden Musikern entwickelte; Hermstedt spielte Spohrs Musik noch mehr als zwanzig Jahre nach der Komposition des ersten Konzerts.
Die ersten drei Konzerte sind für Klarinette in B geschrieben (opus 26, Nr. 1 von 1808; opus 57, Nr. 2 von 1810; Woo 19, Nr. 3 von 1821) und ein viertes für Klarinette in A (Woo 20, Nr. 4 von 1828). Obwohl das erste Konzert bereits Ende Januar 1809 fertiggestellt war, wurde es erst 1812 von Kühnel veröffentlicht.
In Spohrs Autobiographie können wir seine Reaktion auf Hermstedts Anfrage nachlesen:
"Ich ging gern auf den Vorschlag ein, da mir die immense Fertigkeit, welche Hermstedt neben schönem Ton und reiner Intoniation besaß, volle Freiheit gewährte, mich ganz meiner Phantasie zu überlassen. Nachdem ich mit Hermstedts Hilfe mich ein wenig mit der Technik des Instrumentes bekannt gemacht hatte, ging ich rasch an die Arbeit und vollendete sie in wenigen Wochen. So[121] entstand das C-moll-Konzert, (einige Jahre später als Op. 26 bei Kühnel gestochen), mit welchem Hermstedt auf seinen Kunstreisen so großes Glück machte, daß man wohl behaupten kann, er verdanke ihm hauptsächlich seinen Ruf. Ich überbrachte es ihm selbst bei einem Besuch in Sondershausen zu Ende des Januars 1809 und weihete ihn in die Vortragsweise desselben ein."
Das Ergebnis dieses Konzerts hat die Karrieren von Spohr und Hermstedt stark vorangetrieben und wurde zu einer Revolution in der Klarinettenspieltechnik, aufgrund der komplexen Passagen, die im gesamten Konzert vorkommen, sowohl in Bezug auf den Fingersatz als auch auf die Klangregister, die erreicht werden. Spohr sah sich im Vorwort zur Ausgabe von 1810 gezwungen, die Schwierigkeiten zu erklären, die in der Solistenrolle bestanden:
"Ich stelle den Klarinettisten ein Konzert vor, das ich vor mehr als zwei Jahren für meinen Freund, den Musikdirektor Hermstedt aus Sondershausen, komponiert habe. Da meine Kenntnisse über die Klarinette damals eher begrenzt waren, berücksichtigte ich ihre Schwierigkeiten kaum und schrieb einige Passagen, die dem Klarinettisten auf den ersten Blick unmöglich erscheinen mögen. Herr Hermstedt war jedoch weit davon entfernt, mich zu bitten, diese Passagen zu ändern, sondern versuchte, die Technik mit seinem Instrument zu vervollkommnen, und erreichte durch ständige Arbeit bald eine solche Meisterschaft, dass seine Klarinette nie wieder disharmonische, verschleierte oder unsichere Töne hervorbrachte".
Es handelt sich um ein Konzert voller Chromatik, das vom Interpreten eine damals seltene technische Gewandtheit sowie eine fortgeschrittene Beherrschung von Nuancen und eine leichte Ausführung von chromatischen Skalen und Arpeggien verlangt. Die Modulationen im Konzert sind kontrastreich und nutzen die Möglichkeiten des Instruments, sowie die chromatischen Übergänge zwischen den Tonarten. Aufgrund dieser technischen Schwierigkeiten mussten die Klarinettisten ihr Instrument nach und nach modifizieren und neue Klappen hinzufügen, um dieses Konzert aufführen zu können, im Gegensatz zu den üblichen Klarinetten des späten 18. Jahrhunderts, die nur fünf oder sechs Klappen hatten. Das Konzert, das 1809 unter der Leitung von Spohr uraufgeführt wurde, wurde mit diesen neuen Klarinetten gespielt, die auch auf verschiedenen Tourneen in verschiedenen europäischen Städten zu hören waren.

## Instrumentierung
Die Partitur sieht neben den Streichern im ersten und dritten Satz zwei Flöten, zwei Oboen, zwei Fagotte, zwei Hörner, zwei Trompeten und Pauken vor.

## Struktur
Das Konzert besteht aus den Sätzen:
I. Adagio - Allegro
II. Adagio
III. Rondo Allegro
Der erste Satz in klassischer Sonatenform beginnt mit einer kurzen Adagio-Einleitung, um dann als Allegro fortzufahren. Auf das erste Thema in c-Moll folgen ein zweites in Es-Dur und dann die Rückkehr zum ersten Thema in c-Moll. Die Durchführung steht in As-Dur mit dem zweiten Thema in C-Dur, kehrt zur Wiederaufnahme in c-Moll zurück und schließt mit einer Coda in C-Dur ab.
Der zweite Satz, ein Adagio in As-Dur und ohne Durchführung ist um eine einfache melodische Linie aufgebaut, wobei die Soloklarinette nur von den Streichern des Orchesters begleitet wird.
Der dritte Satz ist ein Rondo, das dasselbe Tonschema wie der erste Satz verwendet, aber in c-Moll endet und wie der erste Satz beträchtliches technisches Können erfordert.